# Картика
Картика (дригуг, санскр. kartari; тиб. གྲི་གུག་ (gri-gug), чи картріка в Непалі) — це маленький ручний ритуальний рубальний ніж у формі півмісяця, який використовується в тантричних церемоніях буддизму Ваджраяни. Кажуть, що картарі є «одним із найважливіших атрибутів гнівних тантричних божеств». Він широко відомий як «ніж дакіні». За формою схожий на інуїтський улю (жіночий ніж), який використовується для багатьох речей, включаючи чищення шкір.
Хоча картарі зазвичай тримають правою рукою дакіні в іконографії Ваджраяни та духовній практиці, іноді його можна побачити у езотеричних чоловічих божеств, такі як певні форми Ямантаки. Це також часто зустрічається в іконографії тибетської буддистської духовної практики Чод.

## Іконографіка
З точки зору іконографії,
Ніж дакіні має плоске заточене блакитне залізне лезо із вигнутим гачком на зовнішній кінцівці, що дає змогу виконувати різання, вишкрібання та витягування. Його гранчаста або восьмигранна ручка прикріплена до верхнього краю леза або золотистим кріпленням у формі листа, або широко відкритою пащею золотого макара, а верх ручки опечатаний напів-ваджрою.
Так само, як дзвін і ваджра, як правило, є парним ритуальним предметом у духовній практиці та іконографії Ваджраяни (один предмет тримається в правій руці, а другий — одночасно тримається в лівій), картика зазвичай у парі з капалою («черепом-чашею»).
Форма картики, або трігаг-у (дрігаг-у), схожа з формою півмісяця і гачком на кінці, походить від традиційної форми індійського м'ясного ножа.
Зображення Ваджрайогіні, зазвичай містять картику, як один з її атрибутів. В іконографії просвітлених дакіні і тантричних жіночих ідамів часто зустрічається картіка в правій руці та чаша черепа в лівій, що представляє «нерозривний союз мудрості та вмілих засобів(Upaya)».

## Значення
Як пише один автор про значення картіки:
Традиційна інтерпретація гачка у тибетських буддистських образах — гачок співчуття. Це гачок, який витягує істот із циклів трансміграції. Гачкоподібний один кінець, у формі півмісяця ніж дакині з ручкою ваджри витягує з страждань, рубає егоцентричне Я і керується алмазною ясністю ваджри.
Картика використовується для символізації розриву всіх матеріальних і мирських зв'язків і часто вінчається ваджрою, яка, як кажуть, знищує невігластво і, таким чином, призводить до просвітлення. Інша більш тонка інтерпретація говорить, що «картика представляє розрив двох буддійських затьмарень нечистот (клеша аварана) і знань (джнейа аварана), які перешкоджають шляху просвітлення». Картіка також використовується, щоб відтяти людські затьмарення, включаючи «гордість, відсутність віри, відсутність відданості, відволікання уваги, неуважність і нудьгу», для прогресивного просування духовним шляхом.

## Галерея

Ваджра картарі
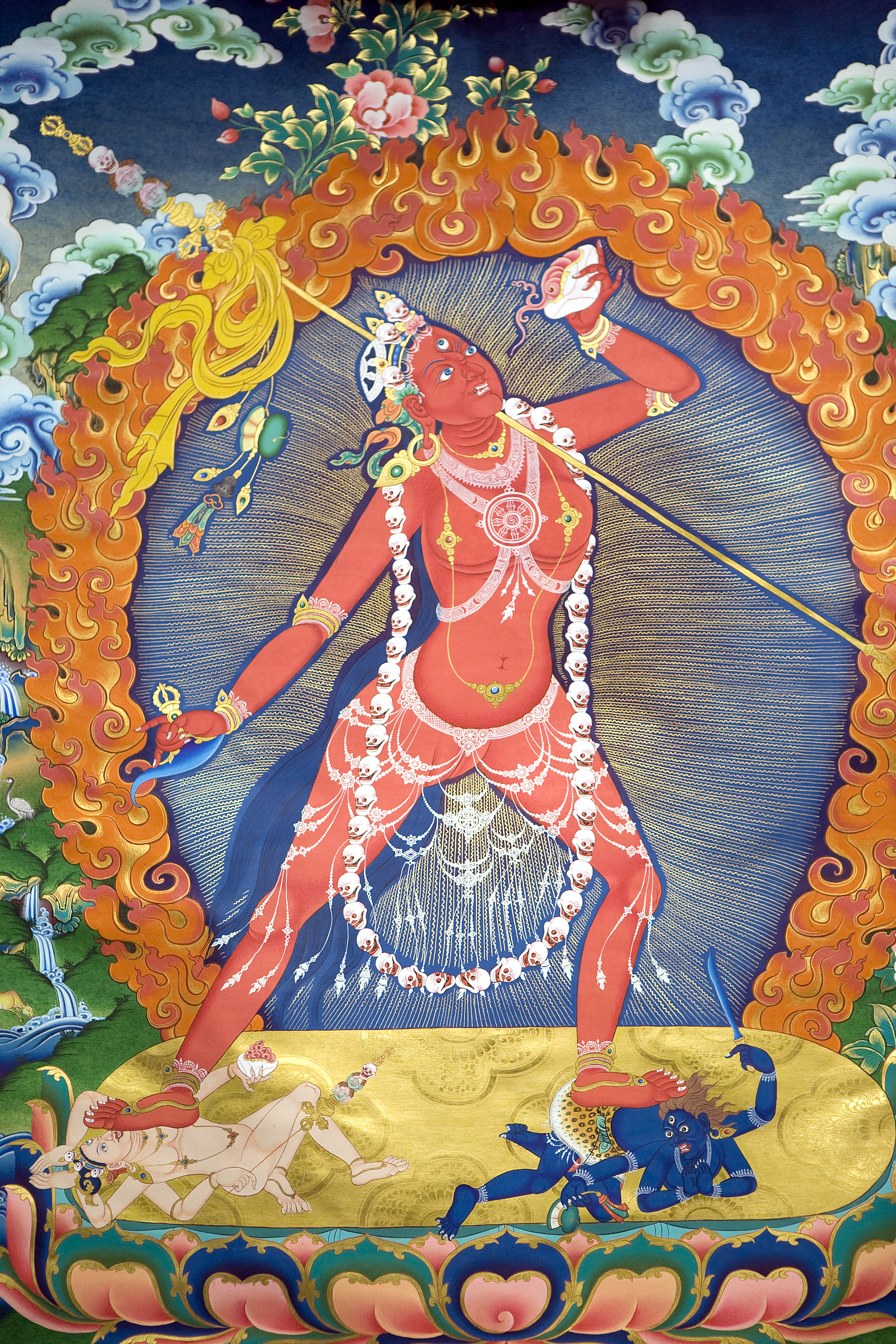
Ваджрайогіні, тханка, утримує картарі у своїй правій руці
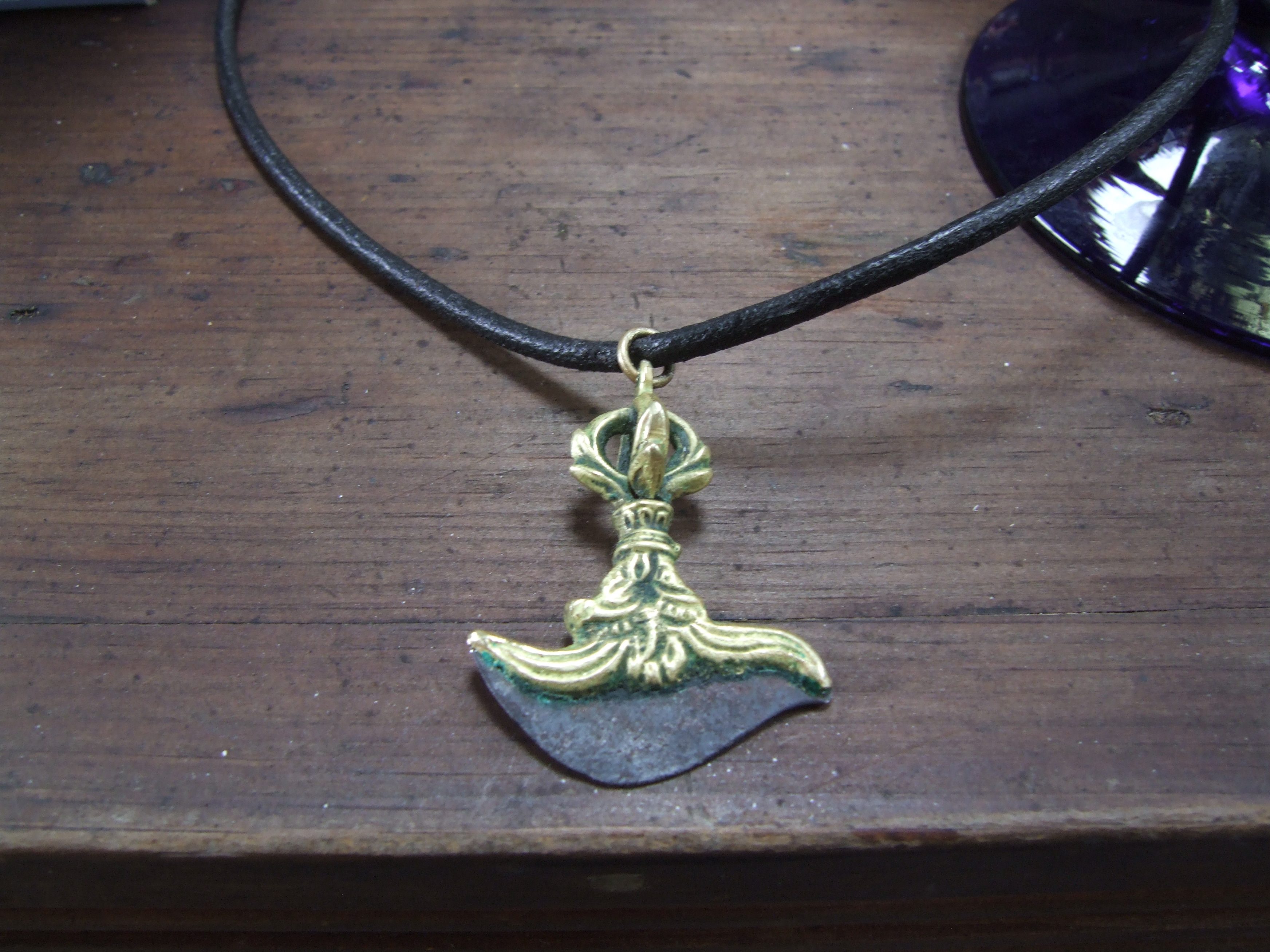
Приклад мініатюрного картарі, який носять як прикрасу в наш час
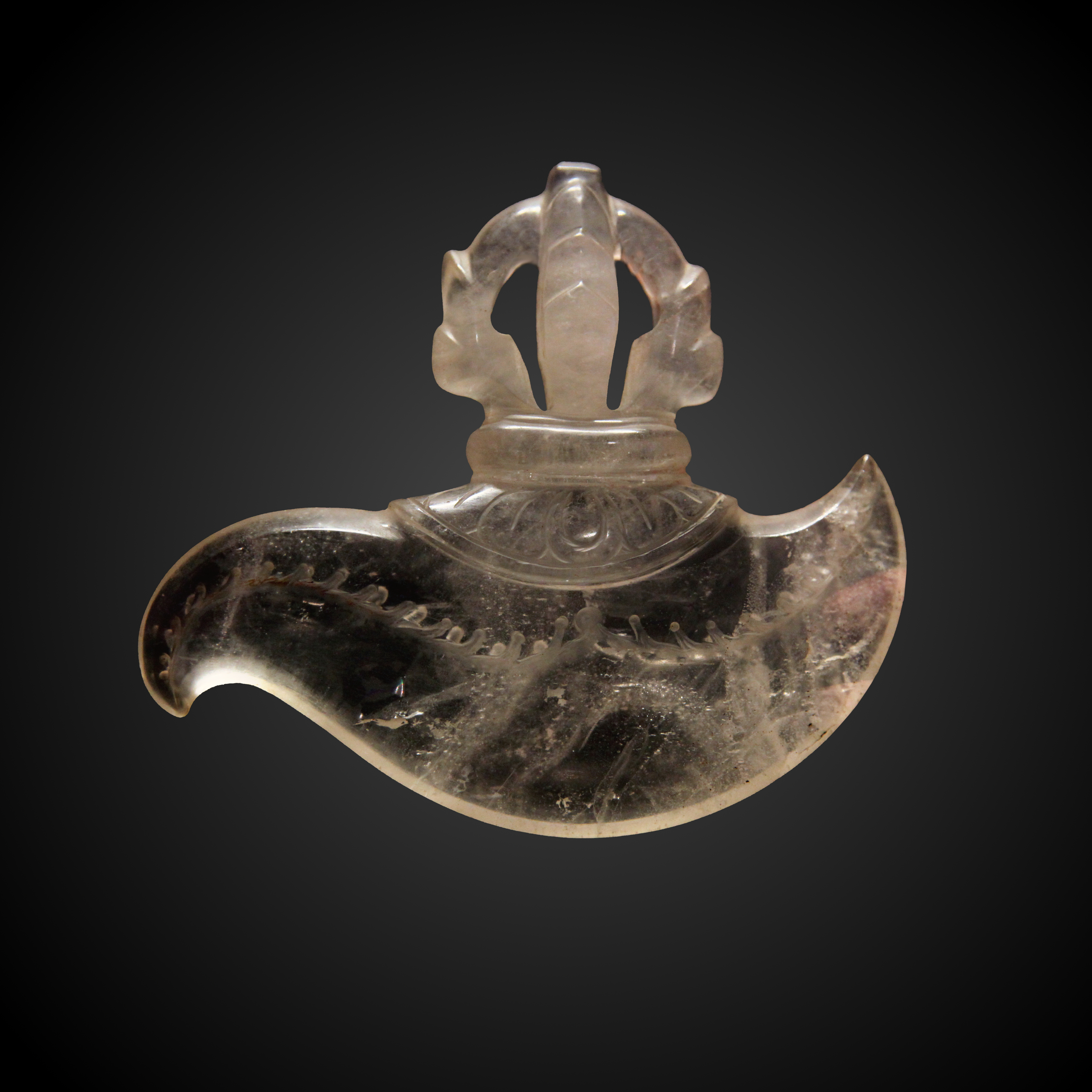
Кварцевий картарі в Музеї Ґіме, XVIII—XIX ст.